# A magyar labdarúgó-válogatott 2019. október 10-i mérkőzése
A magyar labdarúgó-válogatott hatodik Európa-bajnoki selejtezője Horvátország ellen, 2019. október 10-én. Ez volt a magyar labdarúgó-válogatott 940. mérkőzése. 

## Keretek
megjegyzés: A táblázatokban szereplő adatok a mérkőzés előtti állapotnak megfelelőek.

## Örökmérleg a mérkőzés előtt
| Sorszám | Időpont     | Helyszín | Eredmény  | Kiírás       |
| ------- | ----------- | -------- | --------- | ------------ |
| 1/228   | 1940.05.02. | Budapest | 1–0 (0–0) | –            |
| 2/233   | 1940.12.08. | Zágráb   | 1–1 (1–1) | –            |
| 3/238   | 1942.06.14. | Budapest | 1–1 (0–0) | –            |
| 4/686   | 1994.05.18. | Győr     | 2–2 (0–0) | –            |
| 5/701   | 1996.04.10. | Eszék    | 1–4 (1–2) | –            |
| 6/763   | 2002.05.08. | Pécs     | 0–2 (0–2) | –            |
| 7/788   | 2004.09.04. | Zágráb   | 0–3 (0–1) | vb-selejtező |
| 8/803   | 2005.10.12. | Budapest | 0–0       | vb-selejtező |
| 9/831   | 2008.05.31. | Budapest | 1–1 (1–1) | –            |
| 10/903  | 2016.03.26. | Budapest | 1–1 (0–1) | –            |
| 11/935  | 2019.03.24. | Budapest | 2–1 (1–1) | Eb-selejtező |

| M  | Gy | D | V | G+ | G– | Gk | %    |
| -- | -- | - | - | -- | -- | -- | ---- |
| 11 | 2  | 6 | 3 | 10 | 16 | –6 | 45,5 |

Források: , 

## A mérkőzés
| 2019. október 10. |

| Horvátország | –           | Magyarország |
| ------------ | ----------- | ------------ |
|              | Jegyzőkönyv |              |

| Gradski stadion u Poljudu, Split Horvátország |

### A mérkőzés statisztikái
| Horvátország |                      | Magyarország |
| ------------ | -------------------- | ------------ |
| (%)          | Labdabirtoklás       | (%)          |
|              | Gól                  |              |
|              | Sárga lap            |              |
|              | Piros lap            |              |
|              | Szöglet              |              |
|              | Les                  |              |
|              | Lövés                |              |
|              | Kaput eltalált lövés |              |
|              | Blokkolt lövés       |              |
|              | Passz                |              |
|              | Sikeres passz        |              |
| (%)          | Passz hatékonyság    | (%)          |
|              | Szabálytalanságok    |              |